# Lille Hiawatha
Lille Hiawatha är en disneyfigur och är liten indianpojke som bor i ett indianreservat med sin familj. Pappan är indianhövding och Hiawathas syster heter Solblomma. Indianstammen består av krigare och en medicinman.
Han kommer ursprungligen från en kortfilm från 1937 av Walt Disney, Lille Hiawatha.